# Cephonodes lifuensis
Cephonodes lifuensis är en fjärilsart som beskrevs av Rothschild 1894. Cephonodes lifuensis ingår i släktet Cephonodes och familjen svärmare. Inga underarter finns listade i Catalogue of Life.